# Albin Carlsson
Axel Albin Mauritz Carlsson (egentligen Karlsson), född den 13 november 1880 i Össeby-Garns församling, död den 6 oktober 1958 i Stockholm, var en svensk försäkringstjänsteman, amatörmusiker (dragspel och munspel) och kompositör verksam i Eskilstuna.
Carlsson är mest känd som den formelle upphovsmannen till melodin Arholmavalsen, vilken han framförde första gången vid en fest på Arholma pensionat där han vistades sommaren 1909. Melodin hade Carlsson dock troligen i praktiken lärt sig av en fiskare på just Arholma. Carlssons melodi försågs samma år med text av en annan pensionatsgäst, apotekaren Herman Svenonius. Senare (1912) fick den en annan, mer känd text, troligen skriven av varietéartisten Johan Lorenz Österlund, och det var med denna senare text den första gången publicerades 1913. Den första skivinspelningen av melodin skedde 1914 men var rent instrumental.